# Rio Halia
O Rio Halia é um rio da Romênia, afluente do Moldova, localizado no distrito de Suceava.